# Julie Salmon
Julie Salmon, née le 8 juillet 1965, est une joueuse de tennis britannique.
Elle a joué des matchs de double en Fed Cup en 1988 et 1993. Elle compte 8 victoires pour 3 défaites.

## Palmarès

### Titre en simple dames
Aucun

### Finale en simple dames
Aucune

### Titre en double dames
Aucun

### Finale en double dames
Aucune

## Parcours en Grand Chelem

### En simple dames
| Année | Open d'Australie (janvier) | Open d'Australie (janvier) | Internationaux de France | Internationaux de France | Wimbledon       | Wimbledon        | US Open | US Open | Open d'Australie (décembre) | Open d'Australie (décembre) |
| ----- | -------------------------- | -------------------------- | ------------------------ | ------------------------ | --------------- | ---------------- | ------- | ------- | --------------------------- | --------------------------- |
| 1983  | n/a                        | n/a                        | -                        | -                        | 1er tour (1/64) | Wendy White      | -       | -       | -                           | -                           |
| 1984  | n/a                        | n/a                        | -                        | -                        | 3e tour (1/16)  | Kathy Jordan     | -       | -       | -                           | -                           |
| 1985  | n/a                        | n/a                        | -                        | -                        | 1er tour (1/64) | Sandra Cecchini  | -       | -       | -                           | -                           |
| 1986  | n/a                        | n/a                        | -                        | -                        | 1er tour (1/64) | Andrea Betzner   | -       | -       | n/a                         | n/a                         |
| 1987  | 2e tour (1/32)             | Carling Bassett            | -                        | -                        | 2e tour (1/32)  | Belinda Cordwell | -       | -       | n/a                         | n/a                         |
| 1988  | 1er tour (1/64)            | Jo Durie                   | -                        | -                        | 3e tour (1/16)  | Larisa Savchenko | -       | -       | n/a                         | n/a                         |
| 1989  | -                          | -                          | -                        | -                        | 1er tour (1/64) | Steffi Graf      | -       | -       | n/a                         | n/a                         |
| 1990  | -                          | -                          | -                        | -                        | 1er tour (1/64) | Anne Minter      | -       | -       | n/a                         | n/a                         |
| 1991  | -                          | -                          | -                        | -                        | 1er tour (1/64) | Katerina Maleeva | -       | -       | n/a                         | n/a                         |

À droite du résultat, l’ultime adversaire.

### En double dames
| Année | Open d'Australie (janvier)    | Open d'Australie (janvier) | Internationaux de France | Internationaux de France | Wimbledon                   | Wimbledon                   | US Open                       | US Open                  | Open d'Australie (décembre) | Open d'Australie (décembre) |
| ----- | ----------------------------- | -------------------------- | ------------------------ | ------------------------ | --------------------------- | --------------------------- | ----------------------------- | ------------------------ | --------------------------- | --------------------------- |
| 1982  | n/a                           | n/a                        | -                        | -                        | 1er tour (1/32) Sara Gomer  | Liz Gordon Beverly Mould    | -                             | -                        | -                           | -                           |
| 1983  | n/a                           | n/a                        | -                        | -                        | 2e tour (1/16) Sara Gomer   | L. Antonoplis B. Jordan     | 1er tour (1/32) Sara Gomer    | Susan Leo C. Monteiro    | 1er tour (1/16) Sara Gomer  | C. Benjamin C. Vanier       |
| 1984  | n/a                           | n/a                        | -                        | -                        | 1er tour (1/32) Sara Gomer  | C. Benjamin Raschiatore     | 1er tour (1/32) Amanda Brown  | G. Fernández Susan Leo   | -                           | -                           |
| 1985  | n/a                           | n/a                        | -                        | -                        | 1er tour (1/32) Sara Gomer  | C. Bassett Andrea Leand     | -                             | -                        | -                           | -                           |
| 1986  | n/a                           | n/a                        | -                        | -                        | 2e tour (1/16) L. Gracie    | Sandy Collins Y. Vermaak    | -                             | -                        | n/a                         | n/a                         |
| 1987  | -                             | -                          | -                        | -                        | 1er tour (1/32) B. Borneo   | Csilla Bartos Nicole Provis | 1er tour (1/32) Van der Torre | Jana Novotná C. Suire    | n/a                         | n/a                         |
| 1988  | 1er tour (1/32) Masako Yanagi | Navrátilová Pam Shriver    | -                        | -                        | 1er tour (1/32) Sara Gomer  | Leila Meskhi S. Cherneva    | 3e tour (1/8) Louise Field    | Navrátilová Pam Shriver  | n/a                         | n/a                         |
| 1989  | -                             | -                          | -                        | -                        | 1er tour (1/32) Sara Gomer  | Elise Burgin R. Fairbank    | 1er tour (1/32) Clare Wood    | Elise Burgin R. Fairbank | n/a                         | n/a                         |
| 1990  | -                             | -                          | -                        | -                        | 1er tour (1/32) Sara Gomer  | Nicole Pratt K. Sharpe      | -                             | -                        | n/a                         | n/a                         |
| 1991  | 2e tour (1/16) B. Borneo      | Elise Burgin R. Fairbank   | -                        | -                        | 1er tour (1/32) Kaye Hand   | Navrátilová Pam Shriver     | -                             | -                        | n/a                         | n/a                         |
| 1992  | -                             | -                          | -                        | -                        | 1er tour (1/32) A. Grunfeld | Silvia Farina L. Ferrando   | -                             | -                        | n/a                         | n/a                         |
| 1993  | -                             | -                          | -                        | -                        | 1er tour (1/32) A. Grunfeld | K. Kschwendt W. Probst      | -                             | -                        | n/a                         | n/a                         |

Sous le résultat, la partenaire ; à droite, l’ultime équipe adverse.

### En double mixte
| Année | Open d'Australie | Open d'Australie | Internationaux de France | Internationaux de France | Wimbledon                   | Wimbledon                 | US Open | US Open |
| ----- | ---------------- | ---------------- | ------------------------ | ------------------------ | --------------------------- | ------------------------- | ------- | ------- |
| 1986  | n/a              | n/a              | -                        | -                        | 1er tour (1/32) J. Smith    | Kathy Jordan Ken Flach    | -       | -       |
| 1988  | -                | -                | -                        | -                        | 2e tour (1/16) N. Fulwood   | M. Jaggard M. Woodforde   | -       | -       |
| 1989  | -                | -                | -                        | -                        | 1er tour (1/32) N. Fulwood  | K. Radford S. Furlong     | -       | -       |
| 1990  | -                | -                | -                        | -                        | 1er tour (1/32) N. Fulwood  | H. Ter Riet M. Koevermans | -       | -       |
| 1993  | -                | -                | -                        | -                        | 2e tour (1/16) C. Wilkinson | Robin White Grant Connell | -       | -       |

Sous le résultat, le partenaire ; à droite, l’ultime équipe adverse.

## Parcours en Coupe de la Fédération
| #                                                                      | Date       | Lieu      | Surface      | Gagnante(s)                      | Perdante(s)             | Score         |          |
|                                                                        |            |           |              |                                  |                         |               |          |
| 1988 - 1er tour (groupe mondial) - Grande-Bretagne - Indonésie - 1 : 2 |            |           |              |                                  |                         |               |          |
| 1                                                                      | 05/12/1988 | Melbourne |              | Suzanna Wibowo Yayuk Basuki      | Julie Salmon Clare Wood | 7-5, 6-3      | Parcours |
|                                                                        |            |           |              |                                  |                         |               |          |
| 1993 - Barrage (groupe mondial I) - Grande-Bretagne - Pologne - 1 : 2  |            |           |              |                                  |                         |               |          |
| 2                                                                      | 22/07/1993 | Francfort | Terre (ext.) | Magdalena Feistel K. Teodorowicz | Julie Salmon Clare Wood | 4-6, 6-3, 6-2 | Parcours |

## Classements WTA

### Classements en simple en fin de saison
| Année | 1983 | 1984 | 1985 | 1986 | 1987 | 1988 | 1989 | 1990 | 1991 | 1992 | 1993 |
| Rang  | 179  | 131  | 216  | 207  | 185  | 200  | 331  | 197  | 391  | 687  | 497  |

Source : (en) « Classements de Julie Salmon », sur le site officiel du WTA Tour

### Classements en double en fin de saison
| Année | 1986 | 1987 | 1988 | 1989 | 1990 | 1991 | 1992 | 1993 |
| Rang  | 195  | 113  | 126  | 150  | 196  | 198  | 224  | 434  |

Source : (en) « Classements de Julie Salmon », sur le site officiel du WTA Tour